# J.League Division 1 2009
Die J.League Division 1 2009 war die siebzehnte Spielzeit der höchsten Division der japanischen J.League und die elfte unter dem Namen Division 1. An ihr nahmen achtzehn Vereine teil. Die Saison begann am 7. März und endete am 5. Dezember 2009; zwischen dem 24. Mai und dem 20. Juni wurden aufgrund mehrerer Begegnungen der japanischen Nationalmannschaft in diesem Zeitraum keine Spiele ausgetragen.
Die Meisterschaft wurde zum dritten Mal in Folge von Kashima Antlers gewonnen, für das Team aus Ost-Kantō war es die insgesamt siebte japanische Meisterschaft. Für die AFC Champions League 2010 platzierten sich neben Kashima der Zweite Kawasaki Frontale, der Vierte Sanfrecce Hiroshima sowie der Sieger des Kaiserpokals, Gamba Osaka. Erstmals stiegen die drei schlechtesten Mannschaften direkt ab, Direkte Absteiger in die Division 2 2010 waren der Tabellensechzehnte Kashiwa Reysol, der Siebzehnte Ōita Trinita sowie Tabellenschlusslicht und J.League-Gründungsmitglied JEF United Ichihara Chiba.

## Modus
Wie in der Vorsaison standen sich die Vereine im Rahmen eines Doppelrundenturniers zweimal, je einmal zuhause und einmal auswärts, gegenüber. Für einen Sieg gab es drei Punkte, bei einem Unentschieden erhielt jede Mannschaft einen Zähler. Die Abschlusstabelle wurde also nach den folgenden Kriterien erstellt:
1. Anzahl der erzielten Punkte
2. Tordifferenz
3. Erzielte Tore
4. Ergebnisse der Spiele untereinander
5. Entscheidungsspiel oder Münzwurf

Der Verein mit dem besten Ergebnis am Ende der Saison errang den japanischen Meistertitel. Die besten drei Teams qualifizierten sich für die AFC Champions League 2010, sollte eine dieser Mannschaften zusätzlich den Kaiserpokal 2009 gewinnen, rückte der Viertplatzierte nach. Nach der Aufstockung des J.League Division 2-Teilnehmerfeldes zur Saison 2009 wurden die Relegationsspiele nicht fortgeführt, stattdessen wurde die Anzahl der direkten Absteiger erhöht; die drei schlechtesten Mannschaften stiegen in die J.League Division 2 2010 ab.

## Teilnehmer
Insgesamt nahmen achtzehn Mannschaften an der Spielzeit teil. Hierbei verließen die beiden Vorjahresaufsteiger Tokyo Verdy und Consadole Sapporo die Division 1 am Ende der Vorsaison wieder auf direktem Wege. Der Saisonverlauf verlief für beide Teams jedoch höchst unterschiedlich; während Consadole schon lange vor Ende als Absteiger feststand, behauptete Verdy über weite Teile der Saison einen Platz über der direkten Abstiegszone, bis Mitkonkurrent JEF United sich durch einen Sieg am letzten Spieltag an Júbilo Iwata und den mit Júbilo punktgleichen, aber der schlechteren Tordifferenz ausgestatteten Verdy vorbei auf den rettenden fünfzehnten Platz schob.
Nach den Geschehnissen am letzten Spieltag traf die Mannschaft aus Iwata in der Relegation auf Vegalta Sendai. Letztlich verhalf die Treffsicherheit von Júbilo-Mittelfeldspieler Takuya Matsuura den Himmelblauen zum Klassenerhalt; dem wichtigen Ausgleich im mit 1:1 endenden Hinspiel in Sendai ließ Matsuura beide Tore beim 2:1-Heimsieg im Rückspiel folgen.
Somit blieb es bei zwei Aufsteigern aus der J.League Division 2 2008. Meister Sanfrecce Hiroshima hatte den Abstieg aus der Division 1 am Ende der Saison 2007 gut verkraftet und schaffte die direkte Rückkehr ins Oberhaus. Begleitet wurde Sanfrecce durch Montedio Yamagata, einem Neuling aus dem Norden Japans, der zum ersten Mal in der höchsten japanischen Spielklasse antrat.
| Verein              | Stadt/Region                   |
| ------------------- | ------------------------------ |
| Albirex Niigata     | Niigata und Seirō, Niigata     |
| Gamba Osaka         | Suita, Osaka                   |
| JEF United Ichihara | Chiba, Chiba                   |
| Júbilo Iwata        | Iwata, Shizuoka                |
| Kashima Antlers     | Kashima, Ibaraki               |
| Kashiwa Reysol      | Kashiwa, Chiba                 |
| Kawasaki Frontale   | Kawasaki, Kanagawa             |
| Kyōto Sanga         | Kyōto, Kyōto                   |
| Montedio Yamagata   | Tendō, Yamagata                |
| Nagoya Grampus      | Nagoya, Aichi                  |
| Ōita Trinita        | Ōita, Ōita                     |
| Ōmiya Ardija        | Saitama, Saitama               |
| Sanfrecce Hiroshima | Hiroshima, Präfektur Hiroshima |
| Shimizu S-Pulse     | Shizuoka, Shizuoka             |
| FC Tokyo            | Tokio                          |
| Urawa Red Diamonds  | Saitama, Saitama               |
| Vissel Kōbe         | Kōbe, Hyōgo                    |
| Yokohama F. Marinos | Yokohama, Kanagawa             |

## Trainer
| Verein              | Cheftrainer                                              |
| ------------------- | -------------------------------------------------------- |
| Montedio Yamagata   | Shinji Kobayashi                                         |
| Kashima Antlers     | Oswaldo de Oliveira                                      |
| Urawa Reds          | Volker Finke                                             |
| Omiya Ardija        | Chang Woe-ryong                                          |
| JEF United Chiba    | Alex Miller → Atsuhiko Ejiri                             |
| Kashiwa Reysol      | Shin’ichirō Takahashi → Masami Ihara → Nelsinho Baptista |
| FC Tokyo            | Hiroshi Jōfuku                                           |
| Kawasaki Frontale   | Takashi Sekizuka                                         |
| Yokohama F. Marinos | Kōkichi Kimura                                           |
| Albirex Niigata     | Jun Suzuki                                               |
| Shimizu S-Pulse     | Kenta Hasegawa                                           |
| Júbilo Iwata        | Masaaki Yanagishita                                      |
| Nagoya Grampus      | Dragan Stojković                                         |
| Kyoto Sanga FC      | Hisashi Katō                                             |
| Gamba Osaka         | Akira Nishino                                            |
| Vissel Kobe         | Caio Júnior → Masahiro Wada → Toshiya Miura              |
| Sanfrecce Hiroshima | Michael Petrović                                         |
| Oita Trinita        | Péricles Chamusca → Hiroaki Matsuyama → Ranko Popović    |

## Spieler
| Verein              | Spieler |
| ------------------- | --- |
| Montedio Yamagata   | Kenta Shimizu (34/0), Makoto Kimura (2/0), Leonardo (21/1), Shōgo Kobara (14/2), Takumi Watanabe (16/0), Kōhei Miyazaki (25/1), Katsuyuki Miyazawa (31/2), Tatsuya Furuhashi (24/7), Nobuyuki Zaizen (11/0), Tomotaka Kitamura (29/2), Tatsuya Ishikawa (31/0), Takuya Miyamoto (32/0), Yū Hasegawa (31/10), Kim Byung-suk (15/2), Kentarō Satō (32/0), Masaru Akiba (31/2), Ryō Kobayashi (25/0), Takuya Sonoda (8/0), Hidenori Ishii (16/0), Shōgo Sakai (1/0), Takumi Yamada (2/0), Tetsurō Ōta (3/0), Tomoyasu Hirose (16/1), Jaja (2/1), Shōgo Nishikawa (14/1), Takafumi Akahoshi (8/0), Fagner (1/0)                                                                         |
| Kashima Antlers     | Atsuto Uchida (31/0), Daiki Iwamasa (33/4), Gō Ōiwa (6/0), Kōji Nakata (22/1), Tōru Araiba (29/0), Takuya Nozawa (33/7), Yūzō Tashiro (16/2), Masashi Motoyama (27/2), Danilo (23/2), Shinzō Kōroki (32/12), Chikashi Masuda (17/0), Takeshi Aoki (33/0), Ryūta Sasaki (4/1), Marquinhos (31/13), Masahiko Inoha (30/1), Hitoshi Sogahata (34/0), Yasushi Endō (2/0), Yūya Ōsako (22/3), Park Joo-ho (19/0), Mitsuo Ogasawara (32/3) |
| Urawa Reds          | Norihiro Yamagishi (11/0), Keisuke Tsuboi (29/0), Hajime Hosogai (31/2), Marcus Tulio Tanaka (31/4), Nobuhisa Yamada (30/0), Tsukasa Umesaki (9/0), Alessandro Santos (6/0), Ponte (28/4), Tatsuya Tanaka (15/0), Keita Suzuki (32/1), Tadaaki Hirakawa (11/0), Sergio Escudero (23/3), Edmilson (33/17), Naohiro Takahara (32/4), Satoshi Horinouchi (15/0), Takuya Nagata (3/0), Yūki Abe (34/2), Ryōta Tsuzuki (23/0), Genki Haraguchi (32/1), Mizuki Hamada (1/0), Yoshiya Nishizawa (7/0), Yūsuke Hayashi (1/0), Shunki Takahashi (12/1), Naoki Yamada (20/1) |
| Omiya Ardija        | Taishi Tsukamoto (21/2), Mato (33/8), Yasuhiro Hato (30/0), Daisuke Tomita (21/1), Yōsuke Kataoka (26/0), Tomoya Uchida (22/3), Naoki Ishihara (32/7), Denis Marques (9/1), Chikara Fujimoto (31/3), Yoshihito Fujita (27/4), Park Won-jae (21/1), Masato Saitō (4/0), Lavric (3/0), Rafael (14/4), Hayato Hashimoto (33/2), Dudu (8/0), Yūsuke Murayama (2/0), Kōji Ezumi (34/0), Shin Kanazawa (29/0), Kōhei Tokita (26/2), Takuya Aoki (4/0), Masahiko Ichikawa (9/1), Shunsuke Fukuda (3/0), Daisuke Watabe (6/0), Yoshiyuki Kobayashi (5/0), Ryōhei Arai (5/0), Seo Yong-duk (4/0)                                                                                             |
| JEF United Chiba    | Masahiro Okamoto (23/0), Masataka Sakamoto (33/1), Daisuke Saitō (14/2), Bosnar (25/1), Alex (22/0), Tōmi Shimomura (25/1), Neto Baiano (14/4), Masaki Chūgo (19/0), Masaki Fukai (32/6), Kōhei Kudō (32/3), Tatsunori Arai (24/2), Takumi Wada (19/1), Shōhei Ikeda (19/0), Yōhei Fukumoto (17/0), Tatsuya Yazawa (32/3), Ryō Kushino (11/0), Seiichirō Maki (31/5), Michael (12/2), Naoya Saeki (1/0), Kōki Yonekura (16/0), Tsukasa Masuyama (5/0), Keisuke Ōta (11/0), Ryō Kanazawa (2/0), Ryōta Aoki (26/0) |
| Kashiwa Reysol      | Jirō Kamata (11/0), Naoya Kondō (22/0), Naoki Ishikawa (12/1), Masahiro Koga (20/2), Park Dong-hyuk (14/0), Hidekazu Ōtani (20/1), Masakatsu Sawa (9/0), Hideaki Kitajima (22/4), Franca (23/10), Popo (25/4), Yūzō Kobayashi (29/0), Keisuke Ōta (7/0), Minoru Suganuma (30/4), Ancelmo Ramon (5/0), Shunta Nagai (1/0), Iwao Yamane (12/0), Shū Abe (1/0), Tadanari Lee (20/2), Wataru Hashimoto (4/0), Yōhei Kurakawa (15/0), Jun Yanagisawa (1/0), Yūsuke Murakami (22/4), Yūki Ōtsu (33/6), Ryōichi Kurisawa (32/0), Kōhei Higa (1/0), Takanori Sugeno (34/0), Kōta Sugiyama (22/1), Masato Kudō (3/0), Masato Yamazaki (1/0), Yoshiyuki Kobayashi (10/0), Jun’ya Tanaka (9/0) |
| FC Tokyo            | Teruyuki Moniwa (9/0), Hideki Sahara (7/0), Bruno Quadros (23/0), Yūto Nagatomo (31/1), Yasuyuki Konno (34/2), Satoru Asari (5/0), Ryūji Fujiyama (4/0), Cabore (21/5), Yōhei Kajiyama (31/2), Sōta Hirayama (26/4), Hokuto Nakamura (10/2), Daishi Hiramatsu (7/1), Jō Kanazawa (4/0), Naohiro Ishikawa (24/15), Yōhei Ōtake (13/0), Shūichi Gonda (34/0), Naotake Hanyū (34/2), Shingo Akamine (28/5), Yūhei Tokunaga (34/0), Sōtan Tanabe (10/0), Takuji Yonemoto (28/1), Yūsuke Kondō (12/1), Kenta Mukuhara (11/0), Tatsuya Suzuki (33/4) |
| Kawasaki Frontale   | Eiji Kawashima (34/0), Hiroki Itō (31/1), Yūsuke Igawa (22/0), Jun Sonoda (3/0), Yūsuke Tasaka (24/2), Masaru Kurotsu (16/1), Satoru Yamagishi (16/0), Chong Te-se (29/14), Juninho (33/17), Vitor Junior (13/3), Shūhei Terada (23/0), Kengo Nakamura (32/4), Takurō Yajima (14/2), Satoshi Kukino (4/0), Kōsuke Kikuchi (22/1), Tomonobu Yokoyama (26/0), Yūsuke Mori (30/0), Yūji Yabu (8/1), Yūji Kimura (2/0), Kyōhei Noborizato (2/1), Kazuhiro Murakami (28/0), Hiroyuki Taniguchi (32/8), Jumpei Kusukami (1/0), Renatinho (29/9) |
| Yokohama F. Marinos | Tetsuya Enomoto (14/0), Naoki Matsuda (31/1), Yūsuke Tanaka (31/1), Ryūji Kawai (11/0), Yūzō Kurihara (26/3), Kazuma Watanabe (34/13), Kōji Yamase (28/5), Daisuke Sakata (30/6), Takanobu Komiyama (28/3), Kenta Kanō (28/4), Kim Kun-hoan (28/2), Shingō Hyōdō (30/1), Norihisa Shimizu (8/0), Manabu Saitō (11/0), Kōta Mizunuma (12/0), Hiroki Iikura (19/0), Yūji Nakazawa (32/3), Masakazu Tashiro (5/0), Takashi Kanai (9/0), Ariajasuru Hasegawa (21/0), Shōhei Ogura (26/1), Yōta Akimoto (1/0), Jeong Dong-ho (5/0), Takashi Amano (6/0), Mike Havenaar (2/0) |
| Albirex Niigata     | Takashi Kitano (34/0), Hiroshi Nakano (8/0), Kazuhiko Chiba (13/0), Jun Marques Davidson (8/0), Mitsuru Chiyotanda (33/1), Mitsuru Nagata (33/0), Toshihiro Matsushita (34/4), Everton Santos (11/0), Pedro Junior (21/10), Marcio Richardes (29/10), Kishō Yano (33/8), Fumiya Kogure (3/0), Yūta Mikado (8/0), Isao Homma (32/0), Hideo Ōshima (33/4), Jun Uchida (32/0), Kengo Kawamata (1/0), Cho Young-cheol (25/1), Atomu Tanaka (5/0), Gōtoku Sakai (18/0), Naoto Matsuo (13/1), Gilton (25/2) |
| Shimizu S-Pulse     | Arata Kodama (30/1), Naoaki Aoyama (23/1), Kōsuke Ōta (23/0), Keisuke Iwashita (29/5), Marcos Paulo (17/0), Teruyoshi Itō (30/0), Takuma Edamura (32/6), Yūichirō Nagai (8/0), Jungo Fujimoto (27/1), Kazuki Hara (25/3), Akihiro Hyōdō (29/1), Jumpei Takaki (12/0), Shinji Tsujio (9/0), Takuya Honda (18/0), Masaki Yamamoto (24/1), Johnsen (33/9), Shun Nagasawa (5/0), Yōhei Nishibe (14/0), Shinji Okazaki (34/14), Daisuke Ichikawa (25/1), Yasuhiro Hiraoka (3/0), Tomonobu Hiroi (1/0), Kaito Yamamoto (20/0) |
| Júbilo Iwata        | Yoshikatsu Kawaguchi (26/0), Hideto Suzuki (6/0), Takayuki Chano (29/0), Kentarō Ōi (17/0), Yūichi Komano (34/1), Daisuke Nasu (34/1), Yoshiaki Ōta (13/0), Gilsinho (18/7), Masashi Nakayama (1/0), Shō Naruoka (19/3), Norihiro Nishi (29/4), Hiroki Bandai (7/0), Shinji Murai (24/1), Ken’ichi Kaga (9/0), Rodrigo (12/0), Jō Kanazawa (8/0), Yūsuke Inuzuka (15/0), Ryōichi Maeda (34/20), Ryū Okada (14/1), Shūto Yamamoto (21/0), Shin’ya Yoshihara (1/0), Robert Cullen (4/0), Kōsuke Yamamoto (26/0), Takuya Matsuura (10/0), Kōta Ueda (16/0), Keisuke Funatani (10/0), Naoki Hatta (8/0), Lee Keun-ho (24/12)                                                            |
| Nagoya Grampus      | Seigō Narazaki (26/0), Akira Takeuchi (13/0), Bajalica (13/0), Maya Yoshida (30/4), Takahiro Masukawa (27/0), Shōhei Abe (32/0), Naoshi Nakamura (30/0), Magnum (22/4), Davi (17/10), Burzanovic (13/3), Yoshizumi Ogawa (33/3), Keiji Tamada (27/8), Kei Yamaguchi (24/0), Keiji Yoshimura (30/1), Kennedy (15/6), Yūki Maki (21/2), Tomohiro Tsuda (11/1), Keita Sugimoto (27/2), Kōji Nishimura (1/0), Kōji Hashimoto (1/0), Shinta Fukushima (3/0), Masaya Satō (2/0), Shō Hanai (2/0), Taishi Taguchi (1/0), Kōichi Hirono (6/0), Tōru Hasegawa (1/0), Hayuma Tanaka (29/0), Alessandro Santos (14/0)                                                                          |
| Kyoto Sanga FC      | Sidiclei (20/0), Hiroki Mizumoto (33/2), Yūta Someya (19/1), Yūto Satō (28/0), Yūsuke Nakatani (22/0), Yōhei Toyoda (21/1), Diego (33/9), Takenori Hayashi (29/1), Atsushi Yanagisawa (22/4), Lee Jung-soo (32/5), Hiroki Nakayama (8/1), Jun Andō (32/1), Taisuke Nakamura (5/0), Kōken Katō (8/1), Shun Morishita (9/0), Paulinho (17/5), Yūichi Mizutani (34/0), Daigō Watanabe (20/2), Atsutaka Nakamura (3/0), Tatsuya Masushima (21/0), Makoto Kakuda (29/0), Takumi Uesato (2/0), Kim Seng-yong (16/2), Ken’ya Matsui (1/0), Takumi Miyayoshi (2/0) |
| Gamba Osaka         | Naoki Matsuyo (13/0), Sōta Nakazawa (26/0), Kazumichi Takagi (9/0), Satoshi Yamaguchi (33/2), Park Dong-hyuk (9/1), Yasuhito Endō (32/10), Shin’ichi Terada (5/1), Lucas (30/6), Takahiro Futagawa (21/4), Ryūji Bando (21/2), Michihiro Yasuda (22/0), Shōki Hirai (1/0), Hayato Sasaki (30/3), Tomokazu Myōjin (31/2), Cho Jae-jin (25/10), Takumi Shimohira (27/0), Shū Kurata (3/0), Akira Kaji (20/0), Yōsuke Fujigaya (22/0), Leandro (21/11), Takuya Takei (5/0), Hideo Hashimoto (31/4), Masato Yamazaki (23/2), Shōhei Ōtsuka (1/0), Takashi Usami (3/0), Pedro Junior (7/3)                                                                                               |
| Vissel Kobe         | Tatsuya Enomoto (34/0), Teruaki Kobayashi (12/0), Masaki Yanagawa (2/0), Kunie Kitamoto (32/1), Hiroyuki Kōmoto (23/2), Kim Nam-il (23/0), Park Kang-jo (22/5), Alan Bahia (9/0), Marcel (10/3), Botti (26/0), Shōta Matsuhashi (8/1), Kazuki Ganaha (11/0), Tsuneyasu Miyamoto (32/1), Toshihiko Uchiyama (12/0), Seiji Koga (10/0), Takayuki Yoshida (29/5), Hideo Tanaka (23/1), Daisuke Sudō (2/1), Norio Suzuki (4/0), Hiroto Mogi (31/8), Kenji Baba (13/1), Gakuto Kondō (4/0), Yōsuke Ishibitsu (30/2), Ryōsuke Matsuoka (29/1), Hiroki Kishida (7/0), Tsubasa Ōya (3/0), Akihito Kusunose (7/0), Ryūhei Niwa (3/0), Yoshito Ōkubo (19/8)                                   |
| Sanfrecce Hiroshima | Stoyanov (23/4), Tomoaki Makino (33/8), Toshihiro Aoyama (29/3), Kōji Morisaki (3/0), Kazuyuki Morisaki (18/0), Tadanari Lee (8/0), Yōsuke Kashiwagi (33/8), Hisato Satō (34/15), Mikic (25/0), Yōjirō Takahagi (27/5), Ri Han-jae (14/1), Kōta Hattori (34/2), Ryūichi Hirashige (9/0), Kōhei Morita (21/1), Tsubasa Yokotake (16/0), Ryōta Moriwaki (29/2), Issei Takayanagi (26/3), Yūya Hashiuchi (1/0), Kōhei Shimizu (1/0), Takuya Marutani (1/0), Akihiro Satō (6/0), Tomotaka Okamoto (3/0), Takashi Rakuyama (14/0), Hirotsugu Nakabayashi (28/0), Kōji Nakajima (30/0), Yūtarō Hara (1/0), Jun’ya Ōsaki (1/0), Tatsuhiko Kubo (2/0)                                       |
| Oita Trinita        | Shūsaku Nishikawa (34/0), Shūsuke Tsubouchi (20/0), Roberto (5/0), Yūki Fukaya (14/1), Edmilson (27/2), Masato Morishige (23/1), Teppei Nishiyama (6/0), Mū Kanazaki (30/1), Yasuhito Morishima (9/1), Ueslei (14/3), Shingo Suzuki (21/0), Daiki Takamatsu (21/3), Akihiro Ienaga (26/1), Fernandinho (15/3), Takahiko Sumida (2/0), Shunsuke Maeda (8/0), Daisuke Takahashi (32/5), Keigo Higashi (23/2), Taikai Uemoto (28/0), Hiroyuki Kobayashi (14/0), Kōki Kotegawa (9/0), Hiroshi Kiyotake (23/3), Yūdai Inoue (3/0), Masashi Miyazawa (12/0), Yoshiaki Fujita (28/0), Takashi Umeda (4/0), Choi Jung-han (4/0), Naoya Kikuchi (10/0)                                       |

## Statistik

### Tabelle
| Pl.                    | Verein                    | Sp. | S  | U  | N  | Tore    | Diff. | Punkte |
| ---------------------- | ------------------------- | --- | -- | -- | -- | ------- | ----- | ------ |
| 1.                     | Kashima Antlers (M)       | 34  | 20 | 6  | 8  | 051:300 | +21   | 66     |
| 2.                     | Kawasaki Frontale         | 34  | 19 | 7  | 8  | 064:400 | +24   | 64     |
| 3.                     | Gamba Osaka (P)           | 34  | 18 | 6  | 10 | 062:440 | +18   | 60     |
| 4.                     | Sanfrecce Hiroshima (N)   | 34  | 15 | 11 | 8  | 053:440 | +9    | 56     |
| 5.                     | FC Tokyo                  | 34  | 16 | 5  | 13 | 047:390 | +8    | 53     |
| 6.                     | Urawa Red Diamonds        | 34  | 16 | 4  | 14 | 043:430 | ±0    | 52     |
| 7.                     | Shimizu S-Pulse           | 34  | 13 | 12 | 9  | 044:410 | +3    | 51     |
| 8.                     | Albirex Niigata           | 34  | 13 | 11 | 10 | 042:310 | +11   | 50     |
| 9.                     | Nagoya Grampus            | 34  | 14 | 8  | 12 | 046:420 | +4    | 50     |
| 10.                    | Yokohama F. Marinos       | 34  | 11 | 13 | 10 | 043:370 | +6    | 46     |
| 11.                    | Júbilo Iwata              | 34  | 11 | 8  | 15 | 050:600 | −10   | 41     |
| 12.                    | Kyōto Sanga               | 34  | 11 | 8  | 15 | 035:470 | −12   | 41     |
| 13.                    | Ōmiya Ardija              | 34  | 9  | 12 | 13 | 040:470 | −7    | 39     |
| 14.                    | Vissel Kōbe               | 34  | 10 | 9  | 15 | 040:480 | −8    | 39     |
| 15.                    | Montedio Yamagata (N)     | 34  | 10 | 9  | 15 | 032:400 | −8    | 39     |
| 16.                    | Kashiwa Reysol            | 34  | 7  | 13 | 14 | 041:570 | −16   | 34     |
| 17.                    | Ōita Trinita              | 34  | 8  | 6  | 20 | 026:450 | −19   | 30     |
| 18.                    | JEF United Ichihara Chiba | 34  | 5  | 12 | 17 | 032:560 | −24   | 27     |
| Stand: Ende der Saison |                           |     |    |    |    |         |       |        |

| Nach Ende der Saison: |

| Zum Saisonende 2008: |                                                                                     |
| (M)                  | Japanischer Meister 2008: Kashima Antlers                                           |
| (P)                  | Japanischer Pokalsieger 2008: Gamba Osaka                                           |
| (N)                  | Aufsteiger aus der J.League Division 2 2008: Sanfrecce Hiroshima, Montedio Yamagata |